# 震旦肋骨介
震旦肋骨介（学名：Costa sinensis）为粗面介科肋骨介屬下的一个种。其种加词“sinensis”意为“中华的”。